# Elivélton
Elivélton Alves Rufino, detto Elivélton (Serrania, 31 luglio 1971), è un ex calciatore brasiliano, di ruolo centrocampista.

## Carriera

### Club
La carriera di Elivélton iniziò nel San Paolo, nel 1990, in uno dei periodi migliori della squadra paulista, con la quale vinse due coppe Libertadores, una Coppa Intercontinentale e un campionato brasiliano di calcio, nel 1991. Nel 1993 si trasferì in Giappone per giocare con il Nagoya Grampus Eight, club in cui rimase per due stagioni segnando sette volte in 46 gare. Nel 1995 tornò in Brasile, nuovamente nello stato di San Paolo, per giocare con il Corinthians, che vinse in quell'anno il campionato statale. Passò nel 1996 al Palmeiras, acerrimo rivale del Corinthians; Elivélton vinse così il Campeonato Paulista due volte consecutive, con due squadre rivali. Nel 1997 passò al Cruzeiro, che vinse la Coppa Libertadores di quell'anno, con il gol della vittoria realizzato proprio dal centrocampista di Serrania. Nel 1998 passò al Vitória di Bahia, con il quale disputò il campionato nazionale. L'anno successivo giocò per l'Internacional di Porto Alegre, club con il quale rimase fino al 2000. Le tre stagioni seguenti le passò al Ponte Preta; nel 2003 si trasferì al São Caetano, dove giocò fino al termine dell'anno solare. Nel 2004 giocò con l'Esporte Clube Bahia, fino al 2005, anno nel quale si trasferì all'Uberlândia, di fatto iniziando una carriera nelle società minori brasiliane.

### Nazionale
Con la Nazionale brasiliana giocò 13 partite, segnando un gol dal 1991 al 1993, venendo incluso nella rosa dei convocati per la Copa América 1993.

## Palmarès

### Competizioni statali
- Campeonato Paulista: 4

San Paolo: 1991, 1992
Corinthians: 1995
Palmeiras: 1996
- Campeonato Mineiro: 1

Cruzeiro: 1997
- Campeonato Capixaba: 1

Vitória-ES: 2006

### Competizioni nazionali
- Campionato brasiliano: 1

San Paolo: 1991
- Coppa del Brasile: 1

Corinthians: 1995

### Competizioni internazionali
- Coppa Libertadores: 3

San Paolo: 1992, 1993
Cruzeiro: 1997
- Coppa Intercontinentale: 1

San Paolo: 1992

## Statistiche

### Cronologia presenze e reti in nazionale
| Cronologia completa delle presenze e delle reti in nazionale ― Brasile | Cronologia completa delle presenze e delle reti in nazionale ― Brasile | Cronologia completa delle presenze e delle reti in nazionale ― Brasile | Cronologia completa delle presenze e delle reti in nazionale ― Brasile | Cronologia completa delle presenze e delle reti in nazionale ― Brasile | Cronologia completa delle presenze e delle reti in nazionale ― Brasile | Cronologia completa delle presenze e delle reti in nazionale ― Brasile | Cronologia completa delle presenze e delle reti in nazionale ― Brasile |
| Data                                                                   | Città                                                                  | In casa                                                                | Risultato                                                              | Ospiti                                                                 | Competizione                                                           | Reti                                                                   | Note                                                                   |
| ---------------------------------------------------------------------- | ---------------------------------------------------------------------- | ---------------------------------------------------------------------- | ---------------------------------------------------------------------- | ---------------------------------------------------------------------- | ---------------------------------------------------------------------- | ---------------------------------------------------------------------- | ---------------------------------------------------------------------- |
| 30-10-1991                                                             | Varginha                                                               | Brasile                                                                | 3 – 1                                                                  | Jugoslavia                                                             | Amichevole                                                             | -                                                                      |                                                                        |
| 18-12-1991                                                             | Goiânia                                                                | Brasile                                                                | 2 – 1                                                                  | Cecoslovacchia                                                         | Amichevole                                                             | 1                                                                      | 78’                                                                    |
| 26-2-1992                                                              | Fortaleza                                                              | Brasile                                                                | 3 – 0                                                                  | Stati Uniti                                                            | Amichevole                                                             | -                                                                      |                                                                        |
| 23-9-1992                                                              | Paranavaí                                                              | Brasile                                                                | 4 – 2                                                                  | Costa Rica                                                             | Amichevole                                                             | -                                                                      | 46’                                                                    |
| 25-11-1992                                                             | Campina Grande                                                         | Brasile                                                                | 1 – 2                                                                  | Uruguay                                                                | Amichevole                                                             | -                                                                      | 64’                                                                    |
| 6-6-1993                                                               | New Haven                                                              | Stati Uniti                                                            | 0 – 2                                                                  | Brasile                                                                | U.S. Cup 1993                                                          | -                                                                      | 76’                                                                    |
| 10-6-1993                                                              | Washington                                                             | Brasile                                                                | 3 – 3                                                                  | Germania                                                               | U.S. Cup 1993                                                          | -                                                                      | 70’                                                                    |
| 13-6-1993                                                              | Washington                                                             | Inghilterra                                                            | 1 – 1                                                                  | Brasile                                                                | U.S. Cup 1993                                                          | -                                                                      |                                                                        |
| 18-6-1993                                                              | Cuenca                                                                 | Brasile                                                                | 0 – 0                                                                  | Perù                                                                   | Coppa America 1993 - 1º turno                                          | -                                                                      |                                                                        |
| 21-6-1993                                                              | Cuenca                                                                 | Cile                                                                   | 3 – 2                                                                  | Brasile                                                                | Coppa America 1993 - 1º turno                                          | -                                                                      | 71’                                                                    |
| 14-7-1993                                                              | Rio de Janeiro                                                         | Brasile                                                                | 2 – 0                                                                  | Paraguay                                                               | Amichevole                                                             | -                                                                      | Ingresso                                                               |
| 1-8-1993                                                               | San Cristóbal                                                          | Venezuela                                                              | 1 – 5                                                                  | Brasile                                                                | Qual. Mondiali 1994                                                    | -                                                                      |                                                                        |
| 8-8-1993                                                               | Maceió                                                                 | Brasile                                                                | 1 – 1                                                                  | Messico                                                                | Amichevole                                                             | -                                                                      | Uscita                                                                 |
| Totale                                                                 |                                                                        | Presenze                                                               | 13                                                                     |                                                                        | Reti                                                                   | 1                                                                      |                                                                        |